# Napaeus delibutus
Napaeus delibutus is een slakkensoort uit de familie van de Enidae. De wetenschappelijke naam van de soort is voor het eerst geldig gepubliceerd in 1857 door Morelet & Drouet.